# Cinema de guerrilha

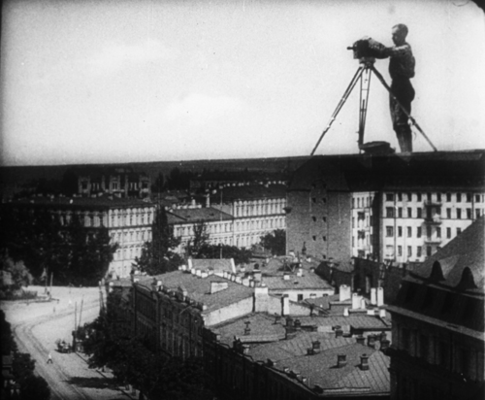
Homem com uma máquina de filmar (1929) de Dziga Vertov

Cinema de Guerrilha é uma expressão utilizada para designar filmes de baixo ou nenhum orçamento, muito comum em países onde não há apoios suficientes ao cinema. Utiliza táticas de guerrilha para produzir filmes de boa qualidade evitando a burocracia, as hierarquias autocráticas e os formalismos do cinema mainstream.
A palavra "guerrilha" não significa neste caso militâncias políticas ou movimentações sociais específicas. É comum que tais filmes sejam feitos contornando autorizações, quer em espaços públicos quer em privados. É o caso do filme "Fugindo do Amanhã", ilegalmente filmado dentro do Disney World.
Janet Maslin do The New York Times caracterizou Ed Wood como um cineasta guerrilheiro. Conforme retratado na cinebiografia Ed Wood, Wood roubou um polvo falso para uma das cenas de seus filmes de baixo orçamento.
O crítico de cinema Roger Ebert descreveu Sweet Sweetback's Baadasssss Song, dirigido por Melvin Van Peebles, como "um livro didático sobre cinema de guerrilha" em sua crítica de Baadasssss! , um biopic sobre a produção de Sweet Sweetback. Ben Sisario do The New York Times chamou Van Peebles de "um herói do cinema de guerrilha" que sofreu por sua visão intransigente.

## Principais características do Cinema de Guerrilha
- Não visa ao lucro;
- Desobediência às normas estabelecidas;
- Métodos de produção autoral não-convencionais;
- Ações rápidas e surpreendentes;
- Flexibilidade de planejamento;
- Alta mobilidade;
- Utilização dos recursos disponíveis nas locações;
- Trabalho colaborativo;
- Sentimento de pertença por parte da equipe;
- Equipe mínima necessária;
- Processo dialético;
- Aplicável a todos os gêneros cinematográficos.